# Dubouzetia acuminata
Dubouzetia acuminata är en tvåhjärtbladig växtart som beskrevs av Thomas Archibald Sprague. Dubouzetia acuminata ingår i släktet Dubouzetia och familjen Elaeocarpaceae. Inga underarter finns listade i Catalogue of Life.